# Quartz Rouge
Vous lisez un « bon article » labellisé en 2019.
Quartz Rouge (né le 5 mai 2004, mort le 19 avril 2023) est un étalon de saut d'obstacles alezan brûlé, inscrit au stud-book du Selle français. Né au haras des Rouges dans la Manche, il a notamment été membre réserviste de l'équipe de France de saut d'obstacles aux Jeux équestres mondiaux de 2014, puis membre titulaire durant les championnats d'Europe de 2015 à Aix-la-Chapelle, avec le cavalier Jérôme Hurel, qui le monte depuis ses 4 ans. En 2017, il est brièvement confié à Philippe Rozier, avant d'être mis en retraite sportive un an plus tard, pour se consacrer à sa carrière de reproducteur.

## Histoire

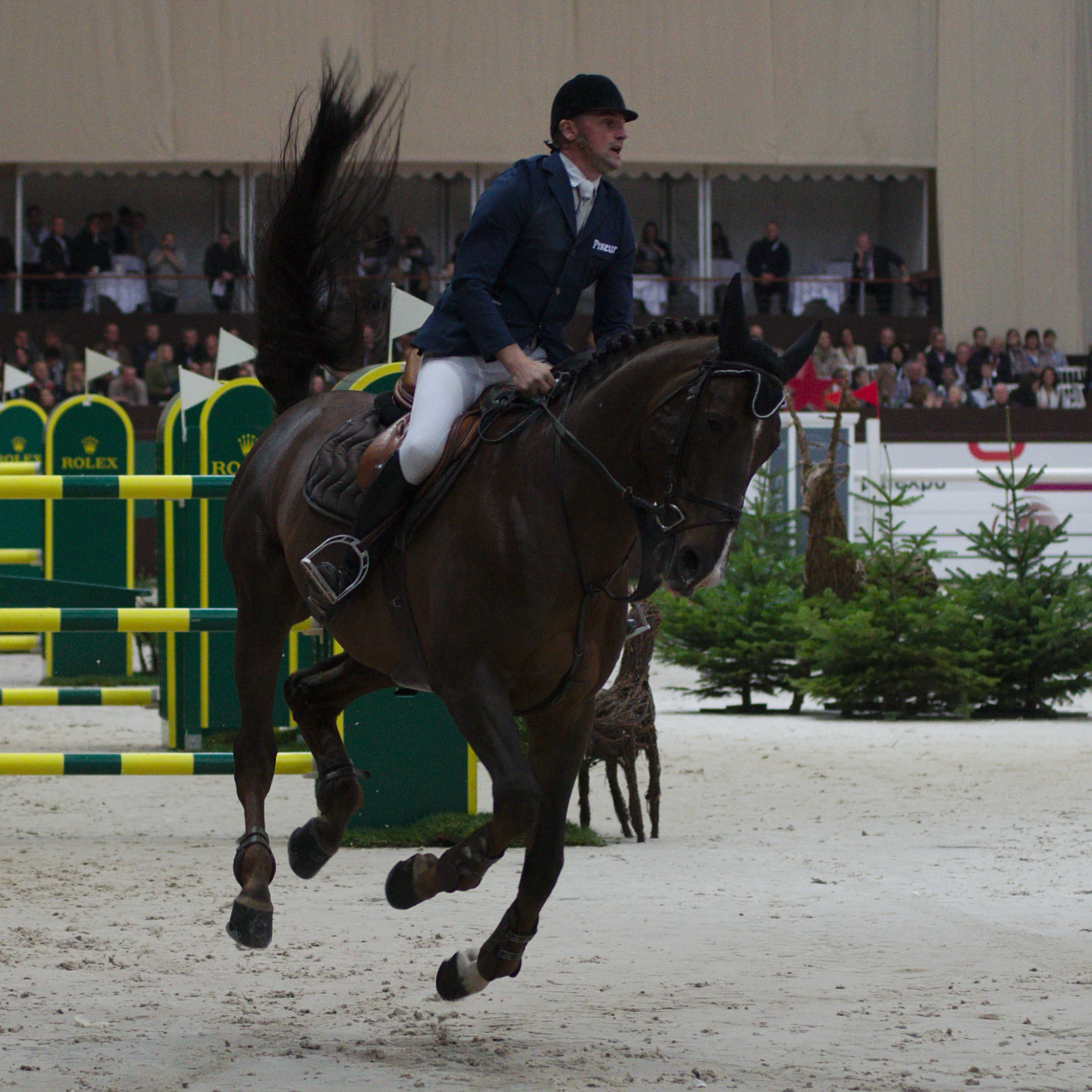
Quartz Rouge monté par Jérôme Hurel au 54e CHI de Genève.

### Jeunes années
Quartz Rouge est né le 5 mai 2004 au célèbre haras des Rouges, à Saint-Ébremond-de-Bonfossé dans la Manche,,. Il est acheté pour 7 000 euros durant les ventes Fences à 3 ans, soit en 2007, par Déborah et Andy Smaga,. Depuis ses 4 ans, il est essentiellement monté par Jérôme Hurel, qui l'entraîne par paliers et construit sa carrière sportive,. Quartz Rouge vit à l'année près du poney-club du vieil Orme à Rambouillet, propriété des Smaga, qui s'en occupent tous les jours et l'accompagnent en compétition,. Déborah Smaga est à la fois la propriétaire et la groom de Quartz Rouge ; Jérôme Hurel habite à 40 minutes et se déplace au besoin pour travailler le cheval.

### Carrière sportive

#### Avec Jérôme Hurel

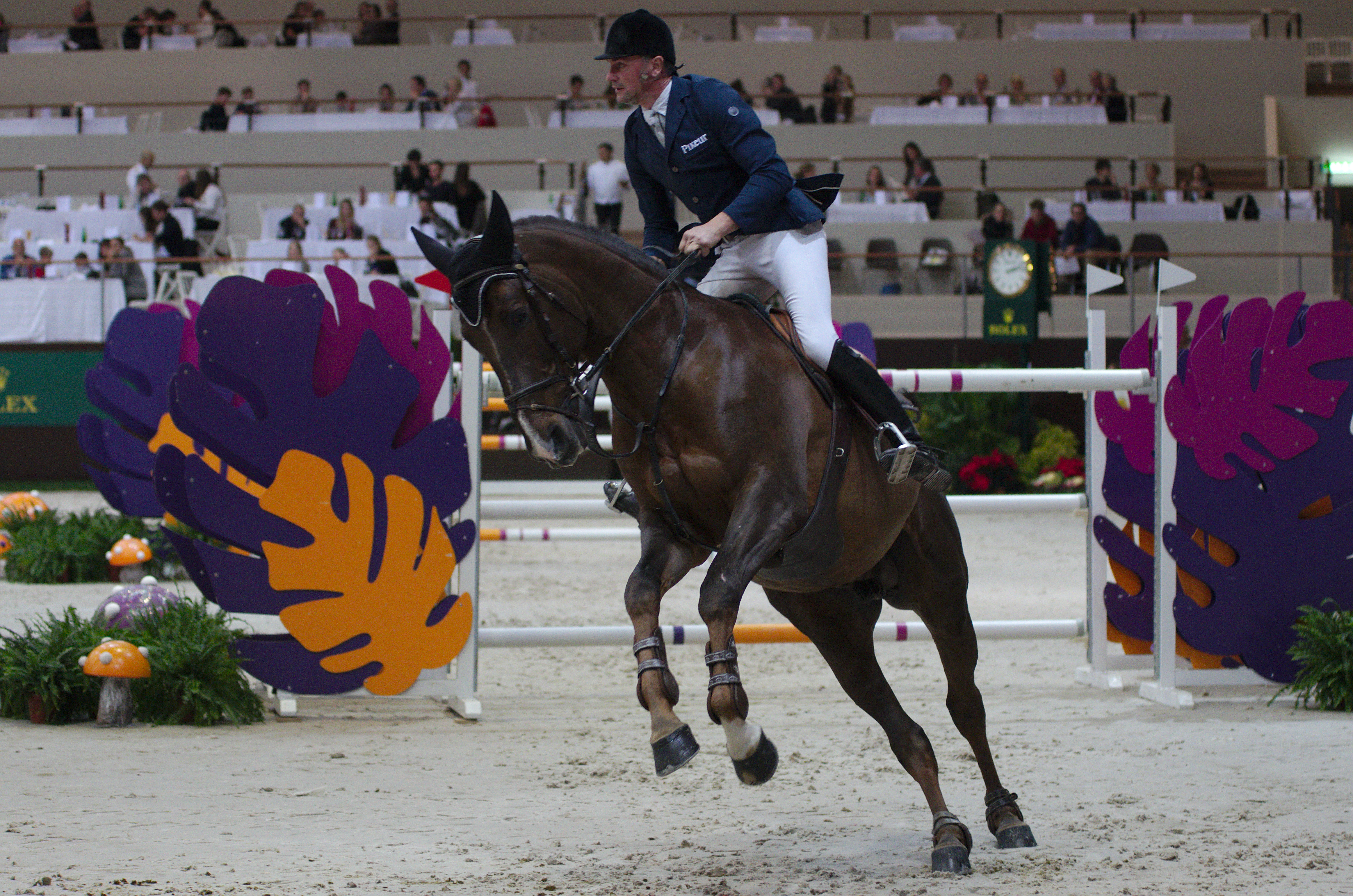
Quartz Rouge monté par Jérôme Hurel au 54e CHI de Genève.

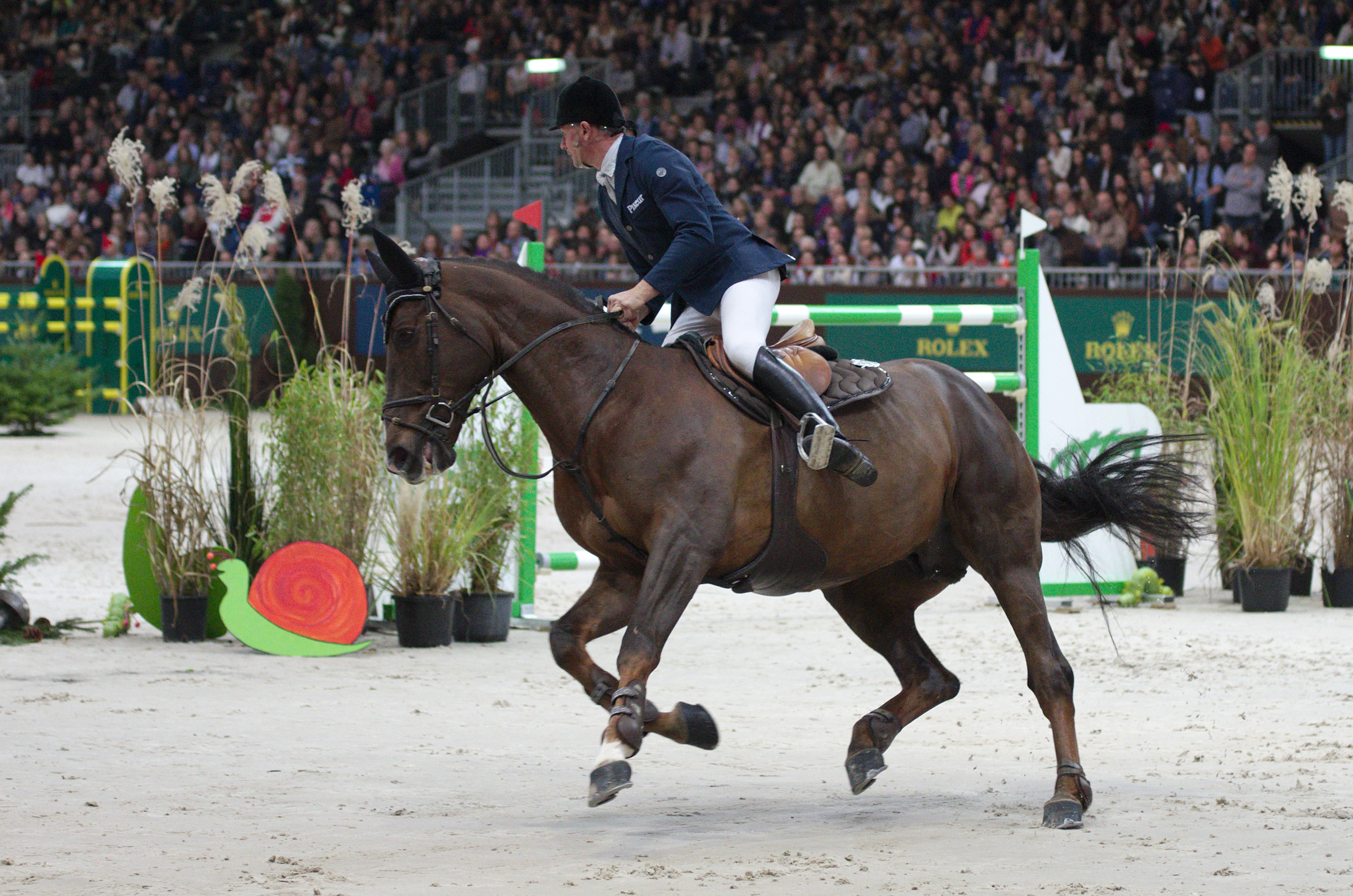
Quartz Rouge monté par Jérôme Hurel au 54e CHI de Genève, en décembre 2014.

Quartz Rouge atteint le niveau des Grands Prix en 2014. Lors des Jeux équestres mondiaux de 2014, il est réserviste de l'équipe de France de saut d'obstacles. En 2015, il devient membre titulaire de l'équipe de France. Il participe début août au Concours de saut international 5 étoiles (CSI5*) de Dinard sur une piste en herbe, bien qu'il soit habitué aux pistes de sable : il y termine sur le podium, à la 3e place.
Lors des championnats d'Europe d'Aix-la-Chapelle, il participe à la 5e place de la France par équipes : il fait 5 points, avec une barre tombée et un point de temps dépassé, au premier passage. Son second passage au championnat d'Europe se conclut sur 9 points, avec deux barres tombées et un point de temps dépassé. Inscrit sur la liste des chevaux français en lice pour les Jeux olympiques et les Jeux équestres mondiaux (liste JO/JEM), il était pressenti pour participer aux Jeux olympiques de Rio, éventuellement comme réserviste, mais une inflammation détectée sur son antérieur droit deux mois et demi avant la compétition l'écarte des terrains de concours,.

#### Avec Philippe Rozier
En janvier 2017, la famille Smaga confie l'étalon à un nouveau cavalier, Philippe Rozier,,, qui manque alors de chevaux de haut niveau, et souhaite renforcer son piquet comptant notamment Rahotep de Toscane. Le premier concours de haut niveau du nouveau couple est celui de Vilamoura, au Portugal. Quartz participe au Grand prix du Concours de saut international 3 étoiles (CSI3*) de Deauville en août 2017, puis souffre d'une légère entorse. En début d'année 2018, les propriétaires de Quartz Rouge annoncent qu'une priorité sera donnée à la reproduction. L'étalon reprend le travail sportif en début d’année 2018, et saute à 1,35 m avec Cédric Angot au début du mois d'avril,. 

### Retraite et mort
Il est officiellement mis en retraite sportive en mai 2018, à l'âge de 14 ans,.
Sa mort est annoncée le 19 avril 2023.

## Description
Quartz Rouge est un étalon de robe alezan brûlé, inscrit au stud-book du Selle français,. Il toise 1,72 m, ce qui en fait un étalon plutôt grand, disposant par ailleurs d'une bonne puissance et de gros moyens à l'obstacle. Jérôme Hurel insiste sur ces moyens, et sa force dans sa qualité de saut. Il décrit Quartz comme disposant de qualités de mental, un cheval sérieux et généreux, facile à utiliser et disponible. Sa groom et propriétaire Déborah Smaga le décrit comme étant gourmand.

## Palmarès

### En 2011
- 7 octobre 2011 : 5e du Grand prix du CSI2* de Strazeele, à 1,45 m[16]

### En 2012
- 29 février 2012 : 4e du Grand prix du CSI2* de Nice, à 1,45 m[16]
- 7 mai 2012 : 7e du Grand prix du CSI2* de Palaiseau, à 1,45 m[16]

### En 2013
- 26 avril 2013 : vainqueur du Grand prix du CSI2* de Sandillon, à 1,45 m[16]
- 25 juillet 2013 : 4e du Grand prix du CSI3* de Dinard, à 1,60 m[16]
- 20 décembre 2013 : 6e du Grand prix du CSI5* de La Corogne, à 1,60 m[3],[16]

### En 2014
- 19 avril 2014 :5e du Grand prix du CSI3* de Lummen, à 1,50 m-1,60 m[3],[16]
- 1er mai 2014 : vainqueur de l'étape Coupe des nations de La Baule[3],[16]
- 10 août 2014 : 3e du Grand prix d'Irlande au CSIO5* de Dublin, à 1,60 m[16]
- 13 et 14 septembre 2014 : 4e de l'étape Coupe des Nations et 6e du Grand Prix du CSIO5* de Calgary, à 1,60 m[16]
- 10 octobre 2014 : 3e de l'étape Coupe des Nations au CSIO5* de Barcelone, à 1,60 m[16]
- 13 décembre 2014 : 6e de la Coupe de Genève au CSI5* de Genève, à 1,50 m[16]

### En 2015
Il atteint un Indice de saut d'obstacles (ISO) de 168 en 2015, son plus haut indice annuel.
- 5 avril 2015 : 3e du Grand Prix du CSI3* de Lummen, à 1,50 m[16]
- 1er mai 2015 : vainqueur de l'étape Coupe des nations de Lummen, à 1,60 m[16]
- 15 mai 2015 : second de l'étape Coupe des nations de La Baule, à 1,60 m[16]
- 5 juin 2015 : vainqueur de l'étape Coupe des nations de Sopot, à 1,60 m[16]
- 19 juin 2015 : second de l'étape Coupe des nations de Rotterdam, à 1,60 m[16]
- 2 août 2015 : 3e du Grand Prix du CSI5* de Dinard, à 1,60 m[16]
- 21 août 2015 : 5e par équipes et 38e en individuel lors des championnats d'Europe à Aix-La-Chapelle, à 1,60 m[1],[16]
- 1er novembre 2015 : 8e de l'étape Coupe du monde (CSI5*-W) de Lyon, à 1,60 m[16], en raison d'un point de temps dépassé[21]

### En 2016
- 6 mars 2016 : 3e du Grand Prix du CSI2* du Mans, à 1,45 m[16]
- 1er mai 2016 : 11e du Grand Prix du CSI3* de Maubeuge, à 1,60 m[16]
- 29 juillet 2016 : 5e du Prix Suez au CSI5* de Dinard, à 1,55 m[16]
- 31 juillet 2016 : 13e du Grand Prix au CSI5* de Dinard, à 1,60 m[16]

## Origines
Quartz Rouge est un fils de l'étalon Ultimo Van Ter Moude et de la jument Émeraude Rouge, elle-même petite-fille de deux grands chefs de race du Selle français, Galoubet A et Jalisco B,. Il compte 28 % d'ancêtres Pur-sang.

## Descendance
Quartz Rouge avait été refusé à l'approbation en tant qu'étalon reproducteur par l'Association nationale du Selle français à l'âge de 4 ans, malgré ses très bonnes origines. Il est finalement agréé à l'âge de 8 ans, en 2012, alors qu'il concourt déjà à haut niveau. Il est officiellement mis à la reproduction en Selle français depuis 2013, mais n'a réellement commencé des saillies qu'en 2014, avec 27 poulains enregistrés nés entre 2014 et 2015. En janvier 2015, Quartz est prélevé au haras des Bréviaires.
Il est toujours stationné au haras des Bréviaires en 2018.